# Wanessa Camargo Tour
Wanessa Camargo Tour es la décima gira solista de la cantante y compositora brasileña Wanessa Camargo. La gira fue anunciada el 7 de marzo de 2018, junto con pistas sobre una nueva era y una nueva música -que eventualmente terminó siendo revelada el 27 de abril: "Mulher-Gato (Mujer Gato en español)" - y comenzó el 28 de abril de 2018 en São Paulo. La gira se rodará Brasil durante todo el año 2018, teniendo su último show marcado para el día 8 de diciembre en Sorocaba, São Paulo, hasta el presente momento. La gira también marca el retorno de un repertorio volcado a la música pop, teniendo en vista que su última gira, la gira 33 (2017), se centraba más en su repertorio sertanejo, además de nuevas canciones, que según la cantante, serán añadidas según sean lanzadas.

## Repertorio
- 1 "Amor, Amor" (con trechos de "Gasolina" de Daddy Yankee)
- 2 "Não Me Leve a Mal"
- 3 "Me Engana Que Eu Gosto"
- 4 "Sem Querer"
- 5 "Complicated" (cover de Avril Lavigne) / "Chamar Atenção"
- 6 "Apaixonada Por Você" / "Crazy" (cover de Gnarls Barkley) / "Get Loud!"
- 7 "Psycho Killer" (cover de Talking Heads)
- 8 "Meu Menino" / "Paga Pra Ver (Tô Pagando pra Ver)" / "Menina Veneno" (cover de Ritchie)
- 9 "Tanta Saudade"
- 10 "Não Resisto a Nós Dois"
- 11 "Hair & Soul"
- 12 "Voyage Voyage" (cover de Desireless)
- 13 "Falling 4 U"
- 14 "O Amor Não Deixa"
- 15 "Metade de Mim"
- 16 "Eu Quero Ser o Seu Amor"
- 17 "Eu Sou"
- 18 "DNA"
- 19 "Can't Hold Us Down" (cover de Christina Aguilera) / "Survivor" (cover de Destiny's Child) / "Womanizer" (cover de Britney Spears)
- 20 "Stuck on Repeat"
- 21 "Pagu" (cover de Rita Lee) / "Perigosa" (cover de As Frenéticas)
- 22 "Mulher Gato"
- 23 "Worth It"
- 24 "Sticky Dough"
- 25 "Shine It On"

## Fechas
| América del Sur          |                |        |                     |
| 28 de abril de 2018      | São Paulo      | Brasil | Flexx Club          |
| 12 de mayo de 2018       | Teresina       | Brasil | Nordix Music        |
| 19 de mayo de 2018       | Linhares       | Brasil | Festival Open Grill |
| 30 de mayo de 2018       | Santos         | Brasil | Liquid Love         |
| 2 de junio de 2018       | São Paulo      | Brasil | Festival Milkshake  |
| 16 de junio de 2018      | São Paulo      | Brasil | Clube Paineiras     |
| 30 de junio de 2018      | Fortaleza      | Brasil | Boate Lancelot      |
| 7 de julio de 2018       | Sorocaba       | Brasil | E-Dub Two           |
| 8 de julio de 2018       | Belo Horizonte | Brasil | UBER PRIDE 2018     |
| 11 de agosto de 2018     | São Paulo      | Brasil | Blue Space          |
| 1 de septiembre de 2018  | Goiânia        | Brasil | Roxy Goiânia        |
| 15 de septiembre de 2018 | Belo Horizonte | Brasil | Festa Treta         |
| 22 de septiembre de 2018 | Río de Janeiro | Brasil | Shine Circus        |
| 29 de septiembre de 2018 | Venda Velha    | Brasil | Nook Beach Club     |
| 10 de noviembre de 2018  | Vinhedo        | Brasil | Hopi Prive Festival |
| 14 de noviembre de 2018  | Passos         | Brasil |                     |
| 8 de diciembre de 2018   | Sorocaba       | Brasil | E-Dub Two           |

- Datos: Q56072831